# (3706) Sinnott
(3706) Sinnott es un asteroide perteneciente al cinturón de asteroides, descubierto el 28 de septiembre de 1984 por Brian A. Skiff desde la Estación Anderson Mesa (condado de Coconino, cerca de Flagstaff, Arizona, Estados Unidos).

## Designación y nombre
Designado provisionalmente como 1984 SE3. Fue nombrado Sinnott en homenaje al editor estadounidense "Roger W. Sinnott".